# Andrej Koša
Andrej Koša o Kossa (Jazernica, 2 febbraio 1800 – Martin, 17 febbraio 1887) è stato un patriota slovacco.
Di famiglia nobile, fece il mestiere di sarto e divenne sindaco di Turčianský Svätý Martin (oggi Martin). Fu tra i fondatori della Matica slovenská e un importante partecipante all'assemblea che redasse il Memorandum della nazione slovacca.

## Biografia
Nacque dal mulinaio Pavol Koša e da sua moglie Zuzana, nata Pivková. Il 26 settembre 1824 sposò Anna Rolková, figlia di Juraj Rolka, cittadino di Martin. Nel 1826 i Koša furono accolti tra i cittadini di Turčianský Svätý Martin e nella corporazione cittadina dei sarti, di cui fu priore dal 1840 al 1854. Il 6 e 7 giugno 1861 aprì e presiedette inizialmente l'assemblea che redasse il Memorandum della nazione slovacca. Fu tra i fondatori della Matica slovenská e fu membro del suo direttivo. Morì a Martin il 17 febbraio 1887.